# Hope Hicks
Hope Charlotte Hicks (sinh ngày 21 tháng 10 năm 1988) là một người điều hành quan hệ công chúng và cố vấn chính trị người Mỹ. Cô từng là cố vấn cấp cao cho Tổng thống Donald Trump. Hicks trước đây từng là giám đốc truyền thông chiến lược của Nhà Trắng từ tháng 1 đến tháng 9 năm 2017 và là giám đốc truyền thông của Nhà Trắng từ tháng 8 năm 2017 đến tháng 3 năm 2018. Cô rút lui khỏi chức vụ trong chính quyền Trump vào ngày 29 tháng 3 năm 2018 và trở lại đảm nhận vị trí hiện tại vào ngày 9 tháng 3 năm 2020.
Từng là người mẫu, Hicks từng là nhân viên của Tổ chức Trump trước khi trở thành thư ký báo chí và giám đốc truyền thông ban đầu cho chiến dịch tranh cử tổng thống Trump 2016, đồng thời là thư ký báo chí quốc gia cho nhóm chuyển tiếp tổng thống. Hicks là trợ lý chính trị lâu nhất của Trump tại thời điểm cô từ chức.
Giữa thời gian làm việc tại Nhà Trắng của Trump, Hicks đã làm việc cho Fox Corporation với tư cách là giám đốc truyền thông và phó chủ tịch điều hành.
Vào ngày 1 tháng 10 năm 2020, báo chí thông báo rằng Hicks đã có kết quả xét nghiệm dương tính với COVID-19.